# I Wanna Show You
I Wanna Show You è il terzo album del gruppo musicale eurodance olandese Twenty 4 Seven, pubblicato nel 1994 dall'etichetta discografica ZYX.
Dall'album sono stati estratti i singoli Oh Baby! e Keep on Tryin'.

## Tracce
CD (CNR / ZYX 20324-2 / EAN 0090204315826)
1. Intro - 2:40
2. Gimme More - 4:39 (Ruud van Rijen, Stay-C)
3. Keep on Tryin' - 4:29 (Ruud van Rijen, Stay-C)
4. I Wanna Show You - 4:49 (Ruud van Rijen, Stay-C)
5. On the Playground - 0:27 (Ruud van Rijen)
6. Paradise - 4:54 (Ruud van Rijen, Stay-C)
7. Breakin' Up - 4:12 (Ruud van Rijen, Stay-C)
8. Oh Baby! (Album version) - 5:24 (Ruud van Rijen, Stay-C)
9. Words of Wisdom - 0:33 (Ruud van Rijen)
10. You Gotta Be Safe - 3:44 (Ruud van Rijen, Stay-C)
11. Runaway - 4:17 (Ruud van Rijen, Stay-C)
12. Oh Baby! (Atlantic Ocean Dance Mix) - 5:07

## Classifiche
| Classifica (1994) | Posizione raggiunta |
| ----------------- | ------------------- |
| Svizzera          | 31                  |
| Paesi Bassi       | 64                  |
| Germania          | 66                  |